# Паоло Джовіо
Паоло Джовіо (Paolo Giovio; 1483—1552) — італійський лікар, історик, колекціонер.

## Біографія
Про молоді роки Паоло Джовіо відомо мало. Він народився в Ломбардії, в місті Комо, а його родина походила з острова Комачіна на озері Комо. Його батько, нотаріус, помер близько 1500 року. Джовіо навчався під керівництвом свого старшого брата Франческо, історика і гуманіста. Незважаючи на інтерес до літератури, його відправили до Падуї вивчати медицину.
Джовіо працював лікарем в Комо, однак коли у місті поширилася епідемія чуми, переїхав до Рима, де облаштувався у 1513 році. Папа Лео X призначив його на кафедру філософії моралі у Римському університеті, а також надав йому титул лицаря. У цей же період Джовіо почав писати історичні начерки. Після смерті Лео X написав присвячені йому мемуари.
У 1517 році Джовіо був призначений особистим лікарем кардинала Джуліо ді Джуліано де Медічі (майбутнього папи Климента VII). З 1526 по 1528 рік перебував на острові Іскія як гість Вітторії Колонни. Він допомагав Клименту VII при пограбуванні Рима 1527 року. У 1528 році став єпископом Ноччерським.
У своєму трактаті De optima victus ratione у галузі медицини, він висловив роздуми щодо тогочасної фармакології і необхідності покращення мір запобігання хворобам. У 1525 році написав книгу про посольство Дмитрія Герасимова до Климента VII, яка містить детальні географічні відомості про Московію.
У 1536 році Джовіо добудував для себе дім на озері Комо, який отримав назву Музео і використовувався для розміщення його колекції портретів відомих осіб. Разом з картинами, він збирав страрожитності, його колекцію одну з перших поповнили предмети, привезені з Нового Світу. Серія копій картин з його колекції, відома як Серія Джовіо, нині експонується в Галереї Уффіці.
У 1549 році папа Павло III відмовив йому у титулі єпископа Комо, після чого він вирішив переїхати до Флоренції, де помер у 1552 році.

## Твори
- De romanis piscibus (1524)
- De legatione Basilii Magni Principis Moschoviae (1525)
- Commentario de le cose de’ Turchi (1531)
- Elogia virorum litteris illustrium чи Elogia doctorum virorum (1546)
- Descriptio Britanniae, Scotiae, Hyberniae et Orchadum (1548)
- Vitae (1549)
- Pauli Jovii historiarum sui temporis (1550-52)
- Elogia virorum bellica virtute illustrium (1554)
- Dialogo dell'imprese militari et amorose (1555)